# 鈴木まりや
鈴木 まりや（すずき まりや、1991年〈平成3年〉4月29日 - ）は、日本の女優、タレントであり、女性アイドルグループ・AKB48及びSNH48の元メンバー、ダンス&ボーカルユニット・卒業☆星の元メンバー、SAISONの元メンバーである。埼玉県出身。北海道札幌市在住。フレイヴ エンターテインメント所属（アイランド・エンタテイメント業務提携）。夫はゴールデンルールズの根本悠。

## 略歴
2008年
- 8月から約3ヶ月の間『Le CHOCOLAT』というアイドルグループで活動（11月24日解散）
- 12月にAKB48 第四回研究生（7期生）オーディションで合格するまで、チームBオーディションから応募し4回連続で落選している。第一回研究生（4期生）オーディションと第三回研究生（6期生）オーディションでは書類審査を通過し、特に6期生オーディションでは最終審査まで行ったものの不合格だった[3]。

2009年
- 1月に開催された『リクエストアワーセットリストベスト100 2009』（SHIBUYA-AX）の最終日（21日）に『ごめんね ジュエル』のバックダンサーでお披露目[3]。
- 1月22日、チームA 5th Stage「恋愛禁止条例」のバックダンサーとして劇場デビュー。
- 8月23日に開催された『読売新聞創刊135周年記念コンサート AKB104選抜メンバー組閣祭り』の夜公演において、同年10月よりチームAメンバーに昇格することが発表されたが[4]、その後2010年2月28日の研究生公演において、昇格先が柏木チームBに変更されたことが発表され[5]、同年5月21日に柏木チームBへ正式に昇格、同日から始まった『チームB 5th Stage「シアターの女神」』公演から参加[6]。

2010年
- 2月2日、MAGICALTV.NETのビデオ『投稿 怨霊映像 恐篇』に出演。
- 3月25日に開催された『AKB48 満席祭り希望 賛否両論』の夜公演において、ドレスコード移籍打診が発表され[7]、同年11月1日、同社所属となったことがホームページにおいて発表された。
- 10月14日、堂本千十合役で出演した舞台『Alice in Deadly School』に出演。（～10月17日）

2011年
- 3月8日からの舞台『努力しないで出世する方法』に出演するが、3月11日に起きた東日本大震災により公演後半は中止となった。
- 11月26日公開の『こっくりさん 劇場版』で映画初主演[8]。

2012年
- 6月2日公開の『2ちゃんねるの呪い 新劇場版・本危』で映画2作目の主演。
- 8月24日、『AKB48 in TOKYO DOME 〜1830mの夢〜』初日公演において、SNH48へ移籍することが発表された[9][10]。
- 11月1日、SNH48に移籍。

2013年
- 1月25日、2012年12月31日付でドレスコードとの契約を解除し、2013年1月1日からフレイヴエンターテインメントへ移籍したことを発表[11]。
- 4月25日からの『AKB48グループ臨時総会 〜白黒つけようじゃないか!〜』最終日（28日）の夜公演にて、AKB48篠田チームAを兼任することが発表され[12]、同日付をもって兼任が開始された[13]。
- 10月11日、上海のSNH48劇場において行われた「最終ベルが鳴る」公演において、宮澤佐江とともにSNH48メンバーとして初出演を果たす[14]。
- 11月11日、SNH48の新チームが結成され、チームSIIへ配属された。

2014年
- 1月22日にリリースされた奥華子さんの13枚目のシングル『冬花火』のMVに出演。
- 2月8日、主演映画3作目となる『こっくりさん 劇場版 新都市伝説』公開。
- 2月24日、Zepp DiverCityで開催された「AKB48グループ大組閣祭り」において、兼任先が横山チームKに変更されることが発表される[15]。
- 4月24日、兼任先が横山チームKに変更。

2015年
- 3月26日、「AKB48春の単独コンサート～ジキソー未だ修行中!～」において、峯岸チームKへの兼任が発表される。
- 9月21日、鎌ヶ谷スタジアムで行われた日ハム✕ヤクルトで初めての始球式。
- 12月12日、ヒロインを演じた映画『永遠のダイヤモンド』記念上映。

2016年
- 3月12日、「わがまま！気まま！旅気分」に宮澤佐江と出演[16]。
- 6月10日、SNH48との兼任が解除され、AKB48チームK専任になる[17]。
- 11月4日、慢性扁桃炎のため活動制限を発表。入院、手術を経て同月13日に退院[18]。
- 11月26日、主人公を支える妻を演じた『いのちあるかぎり・・・木田俊之物語』が先行上映[19]。

2017年
- 2月9日に行われた劇場公演（「僕の太陽」リバイバル公演）においてAKB48卒業を発表。4月30日に卒業公演が実施される[20]。
- 5月20日、主演映画4作目となる『チャットゾーン』公開。
- 6月10日、『シュートサイン』劇場盤 発売記念大握手会をもって、AKB48としての活動を終了。
- 9月19日、鎌ヶ谷スタジアムで行われたファーム公式戦『北海道日本ハム vs 楽天イーグルス』で２度目の始球式。
- 9月22日、TAIYO MAGIC FILM 第12回公演『時分自間旅行』に出演。（～10月1日）
- 12月6日、アーティストジャパン主催の舞台『ハムレット』にオフィーリア役で出演。（～12月10日）

2018年
- 3月14日、五反田タイガー3rd Stage『Funkyナース～きばらんか!～』に出演。（～3月18日）
- 5月9日、劇団TEAM-ODAC第29回本公演『HOME〜いつか帰るよ、僕だけのHOME〜』に出演（～5月14日）
- 7月7日、劇団TEAM-ODAC第30回本公演『猫と犬と約束の燈』に出演（～7月16日）
- 9月8日、君嶋ナナオ役で出演した映画「初恋スケッチ ~まいっちんぐマチコ先生~」公開。
- 9月12日、五反田タイガー4thStge『Casket〜深海から見える星〜』にライ役で出演（～9月17日）
- 11月1日、日本アルゼンチン外交樹立120周年記念作品、舞台『南十字星へのプレリュード』に出演（～11月4日）
- 11月29日、水木英昭プロデュース『虹色唱歌』に出演（～12月9日）

2019年
- 1月16日、五反田タイガー5thStage『OH,MY GODDESS!!〜あなたが望むなら〜』にアウロラ役で出演（～1月20日）
- 1月31日、ワロラジにて「心之介。と鈴木まりやの”聴けば明日がちょっとだけHAPPYになるラジオ”」がスタート[21]（最終回：12月26日）
- 3月、井上ヨシマサのプロデュースする「卒業☆星」に参加[22]。4月に再デビュー[23]。4月3日、卒業☆星として『矢口真里の火曜The NIGHT』に出演[24]。
- 5月24日、TAIYO MAGIC FILM 第13回公演『ぼくのタネ 2019』に出演（～6月2日）
- 7月6日、舞台に専念するため卒業☆星の活動を停止。9月12日
- 7月13日、劇団東少の『シンデレラ』でシンデレラ役としてミュージカル初主演。（～9月21日　三越劇場を皮切りに国内13箇所で計19公演）
- 8月9日、フォトシネマ朗読劇『命のバトン』に3公演に出演[25]する。（出演日：8月9日、12日）
- 9月12日、女優業との両立が困難となり活動停止状態だった卒業☆星を卒業。
- 10月4日、Monkey Works Vol.02『キンギンヒシャカク！～乙女の一手～』の再演に出演（～10月14日）
- 12月2日、秩父夜祭花火大会（宵宮）のアナウンスを務める[26]。
- 12月13日、劇団TEAM-ODAC第33回本公演『キクネ〜僕らに出来ること〜』に出演（～12月23日）

2020年
- 2月20日、ミュージカル・ギルドｑ．第16回公演『Last Shangri-La』に出演（～３月1日）
- 5月14日、Twitterドラマ『ミセス・ロスト〜インタベンショニスト・アヤメ』が公開される[27]。
- 6月23日、オンライン朗読劇『葉桜と魔笛』に出演[28]。
- 7月30日、コロナ禍により完全リモートで作成されたドラマ『リモートウェディング』がYoutubeで公開される。
- 8月23日、劇団東少ミュージカル『白雪姫』に白雪姫役で出演（～9月22日：東久留米公演が大千秋楽）※7月18日の三越劇場をはじめ9会場20公演が新型コロナの影響で中止となったため初日は府中公演となった。
- 9月18日、アートにエールを！の映像作品『リモートオーディション』に出演。
- 9月28日、1st写真集「Merenda」を発売[29]。
- 9月30日、五反田タイガー 8th Stage『Refrain 〜でも、バイバイ！〜 』に出演（～10月4日）
- 11月30日、朗読イベント「Five senses～五感～」に出演

2021年
- 4月12日に北海道札幌市へ移住していたことを公表[30]。
- 4月22日、札幌を拠点とするアイランド・エンタテインメントと業務提携マネージメント契約[31]。
- 7月16日、北海道ジムビームのアンバサダーに就任[32]。
- 7月24日、劇団東少『白雪姫』リターンズ！に白雪姫役で出演。　徳島県阿波市を皮切りに全8公演（～10/3）※コロナ禍により三重県での２公演が中止となり全6公演となる。
- 10月16日、2冊めの写真集『All For you…』を発売。
- 11月20日、1年間限定アイドルユニット「SAISON」に加入[33]。

2022年
- 3月3日、ファンサイト『おむすび🍙』オープン。
- 3月5日、京セラドーム大阪で行われた『EXIA Presents KANSAI COLLECTION 2022 S/S』に出演。
- 4月6日、レギュラー出演するSTV札幌テレビ放送の新番組『真夜中のいいね♡』が始まる。（最終回：2023年3月22日）
- 10月7日、上条さくら役で出演している映画『呪い返し師－塩子誕生』公開[34]。
- 12月11日、スポーツ報知北海道面でコラム連載が始まる。

2023年
- 1月28日、解散ライブ『白昼夢』in TOKYO DOME CITY HALLをもってSAISONとしての活動を終了[35]。
- 4月8日、メインMCに抜擢されたSTVの新番組『どさんこWEEKEND(ウィーケン)』がスタート。
- 8月4日、札幌吉本所属のお笑いコンビ・ゴールデンルールズの根本悠との結婚を発表[1]。
- 10月26日、第1子妊娠を報告[36]。

2024年
- 2月10日、第1子男児の出産を報告[37]。

## 人物
- 料理をするのが好きで、料理番組への出演を希望している[38]。
- ジェルネイルを自らの爪に施せるほど技術を勉強しており[38]、ジェルネイル検定初級に合格している[39]。
- プロ野球は、北海道日本ハムファイターズのファンである[40]。

### AKB48
- 愛称は「まりやんぬ」、キャッチフレーズは「3時のおやつはまりやんぬ」[41]。「まりやんぬ」という愛称は中学校時代の隣の席の女の子が、「3時のおやつは…」のキャッチフレーズはファンがそれぞれ考案したものである[42]。ちなみにブログで母親のことは「ママやんぬ[43]」、父親のことは「パパやんぬ[43]」、2歳上の兄のことは「兄やんぬ[43]」と表現する。SNH48移籍後は、宮澤佐江が考案した「やんぬさん」の愛称も使用されていた[44]。
- 同期の松井咲子と仲が良く、2人の出身地である埼玉県の愛称「彩の国」に由来する「彩ニング☆ガールズ」を名乗っていた[45]。大家志津香と元SDN48・梅田悠とはいつの間にか仲良くなり、飲食店で長時間話込んだり、ダンスを教えて貰うとのこと。さらに先輩の浦野一美は好きな服のメーカーや系統が鈴木と共通することなどで憧れの人としている[46]。
- 2010年10月10日に開催された『AKB48東京秋祭り』2日目「ぐだぐだカラオケ大会」の一発芸コーナーに鈴木・内田眞由美・横山由依・永尾まりやの4名で「チーム体育会系アイドル」として登場し、鈴木は側転とフラフープを披露した[47]。
- AKB48に加入してから、一度もシングル表題曲の選抜メンバーに入ったことがなかったが、『第7回ジャンケン大会』で14位となり、カップリングの選抜メンバーとなる[48]。
- 中田ちさとの卒業日翌日の2017年4月25日から自身が卒業する6月10日まで、AKB48メンバーで最年長だった。
- AKB48元メンバーの岡田彩花・石田晴香・野中美郷とは、ともにSAISONで活動していた[49]。

## SNH48・AKB48での参加楽曲

### シングルCD選抜楽曲
AKB48名義
- 「RIVER」に収録
  - ひこうき雲 - 「シアターガールズ」名義
- 「ポニーテールとシュシュ」に収録
  - 僕のYELL - 「シアターガールズ」名義
- 「Beginner」に収録
  - 泣ける場所 - 「DIVA」名義
- 「チャンスの順番」に収録
  - ラブ・ジャンプ - 「チームB」名義
- 「桜の木になろう」に収録
  - エリアK - 「DIVA」名義
- 「Everyday、カチューシャ」に収録
  - 人の力 - 「アンダーガールズ」名義
- 「風は吹いている」に収録
  - Vamos - 「アンダーガールズ ばら組」名義
- 「上からマリコ」に収録
  - 呼び捨てファンタジー - 「チームB」名義
- 「GIVE ME FIVE!」に収録
  - ユングやフロイトの場合 - 「スペシャルガールズC」名義
- 「真夏のSounds good !」に収録
  - 3つの涙 - 「スペシャルガールズ」名義
- 「ギンガムチェック」に収録
  - あの日の風鈴 - 「ウェイティングガールズ」名義
- 「永遠プレッシャー」に収録
  - 私たちのReason
- 「ハート・エレキ」に収録
  - キスまでカウントダウン - 「Team A」名義
- 「前しか向かねえ」に収録
  - 恋とか…
- 「ラブラドール・レトリバー」に収録
  - 愛しきライバル - 「Team K」名義
- 「希望的リフレイン」に収録
  - 初めてのドライブ - 「Team K」名義
  - Reborn - 「チームサプライズ」名義
- 「唇にBe My Baby」に収録
  - お姉さんの独り言 - 「Team K」名義
- 「翼はいらない」に収録
  - 哀愁のトランペッター - 「Team K」名義

### アルバムCD選抜楽曲
AKB48名義
- 『神曲たち』に収録
  - 君と虹と太陽と
- 『ここにいたこと』に収録
  - 恋愛サーカス - 「チームB」名義
  - ここにいたこと
- 『1830m』に収録
  - ノーカン - 「チームB」名義
  - 青空よ 寂しくないか?
- 『次の足跡』に収録
  - After rain
  - 確信がもてるもの - 「Team A」名義
- 『ここがロドスだ、ここで跳べ!』に収録
  - Conveyor - 「Team K」名義
- 『0と1の間』に収録
  - 愛の使者 - 「Team K」名義

SNH48名義
- 『一心向前』に収録
  - 遙遠的彼岸（So long !）
  - 櫻花書籤（桜の栞）
  - 劇場女神（シアターの女神）

### 劇場公演ユニット曲
SNH48名義
 チームSII 1st Stage「最終ベルが鳴る」公演
- 夜蝶（おしべとめしべと夜の蝶々）

AKB48名義
チームA 5th Stage「恋愛禁止条例」公演
- スコールの間に（バックダンサー）
- 真夏のクリスマスローズ
※バックダンサー / 中田ちさと（篠田麻里子休演時）のアンダー）
- 恋愛禁止条例
- 黒い天使（藤江れいな・中田ちさとのアンダー）

チームB 4th Stage「アイドルの夜明け」公演
- 片思いの対角線（バックダンサー）

研究生 「アイドルの夜明け」公演
- 愛しきナターシャ
- 残念少女

チームK 5th Stage「逆上がり」公演
- わがままな流れ星
※バックダンサー / 小林香菜のアンダー

THEATRE G-ROSSO「夢を死なせるわけにいかない」公演
- 初めてのジェリービーンズ
※宮澤佐江・高城亜樹・藤江れいな・仲谷明香のスタンバイ

チームB 5th Stage「シアターの女神」公演
- 嵐の夜には
- ロッカールームボーイ
※平嶋夏海のユニットアンダー

篠田チームAウェイティング公演
- 雨のピアニスト（チームS 2nd Stage「手をつなぎながら」）
※佐藤すみれのアンダー

横山チームA ウェイティング公演
- キャンディー（チームB 5th Stage「シアターの女神」）
※矢倉楓子のアンダー
- 残念少女（チームB 4th Stage「アイドルの夜明け」）
※高橋朱里のアンダー

 チームK 7th Stage「RESET」公演
- 心の端のソファー
※小嶋真子のアンダー
- 奇跡は間に合わない
※鈴木紫帆里卒業後、鈴木のポジションを担当

田原総一朗 「ド〜なる?!ド〜する?!AKB48」公演
- Bye Bye Bye（ひまわり組 2nd Stage「夢を死なせるわけにいかない」公演、小嶋陽菜のポジション）

チームK 8th Stage「最終ベルが鳴る」公演
- リターンマッチ
※藤田奈那・茂木忍のアンダー
- 22人姉妹の歌
※高城亜樹卒業後、高城のポジションを担当

チームB 7th Stage「ただいま　恋愛中」公演
- 純愛のクレッシェンド
※岩佐美咲のアンダー

リバイバル公演「僕の太陽」公演
- 向日葵
※島田晴香、西野未姫、岡田奈々のスタンバイ

## 出演

### テレビドラマ
- マジすか学園 最終話（2010年3月26日、テレビ東京） - 馬路須加女学園生徒 役
  - マジすか学園2 第4話・最終話（2011年5月6日・7月1日、テレビ東京） - マリヤ 役

### その他のテレビ番組
- JIM BEAM SUMMER CAMP（2021年8月14日、北海道テレビ）- ジムビームアンバサダー[50]
- 真夜中のイイね（2022年4月 - 2023年3月、札幌テレビ）
- どさんこWEEKEND（2023年4月8日 - 、札幌テレビ） - リポーター（2024年4月より）、MC（2023年12月まで）

### ラジオ
- お台場ファイティーン（2009年10月1日・2010年3月18日、デックス東京ベイスタジオ）
- アイガク 大江戸アイドル学園（2010年12月5日 - 2011年6月26日、レインボータウンFM） - パーソナリティー
- Tokyoアイドルコレクション（2011年7月3日 - 11月20日、レインボータウンFM） - パーソナリティー

### 映画
- こっくりさん 劇場版（2011年11月26日、ジョリー・ロジャー） - 主演・大島絵梨 役[51]
  - こっくりさん 劇場版 新都市伝説（2014年2月8日、チャンス イン） - 主演・マリ 役[52]
- 2ちゃんねるの呪い 新劇場版・本危（2012年6月2日、ジョリー・ロジャー） - 主演・木南結香 役[53]
- 永遠のダイヤモンド（2015年12月、ネクストモードスケッチ） - 紗希 役
- チャットゾーン（2017年4月3日、秋葉原映画祭にて初上映、パル企画） - 主演・森奏子 役[54]
- いのちあるかぎり 木田俊之物語（2017年4月24日、アプローズプロ / WARAHATA） - 木田智恵子（青年期） 役[55][56][57]
- 初恋スケッチ〜まいっちんぐマチコ先生〜（2018年9月）- 君嶋ナナオ 役
- 呪い返し師—塩子誕生（2022年10月7日、日活 / 東京テアトル） - 上条さくら 役[58][59]

### 舞台
- Alice in Deadly School（2010年10月14日 - 17日、六行会ホール） - 堂本千十合 役[60]
- 落下ガール（2011年2月3日 - 4日、渋谷区文化総合センター大和田 伝承ホール） - 日替わりゲスト 白金清美 役[61]
- 努力しないで出世する方法（2011年3月9日・3月13日、笹塚ファクトリー） - みゅう 役[62]
- Stranger than Paradise 〜深愛〜（2011年8月11日、シアターグリーン BOX in BOX THEATER） - 須藤編集長 役[要出典]（特別ゲスト友情出演）
- TAIYOMAGICFILM
  - 第11回公演『サクラサクコロ2016』（2016年10月5日、赤坂RED/THEATER） - 妹 役 ※日替わりゲスト
  - 第12回公演『時分自間旅行』（2017年9月22日 - 10月1日、赤坂RED/THEATER） - 松井智乃 役
- ハムレット（2017年12月、六行会ホール） - オフィーリア 役
- funkyナース〜きばらんか！〜（2018年3月、新宿村LIVEスタジオ） - 草分愛 役
- 劇団TEAM-ODAC
  - 第29回本公演「HOME〜いつか帰るよ、僕だけのHOME〜」（2018年5月9日 - 14日、紀伊國屋ホール） - 増野アンリ 役[63]
  - 第30回本公演「猫と犬と約束の燈2018 -夏」（2018年7月7日 - 16日、全労済ホール／スペース・ゼロ）[64]
- Casket〜深海から見える星〜
- 南十字星へのプレリュード（2018年10月29日 - 11月4日、三越劇場） - ルル 役
- 虹色唱歌（2018年11月29日 - 12月9日、紀伊國屋ホール）
- 劇団東少
  - ミュージカル『シンデレラ』（2019年7月13日 - 15日、三越劇場 / 7月22日、国市韮山時代劇場 / 7月25日、福島文化センター / 8月10日、真岡市民会館 市民いちごホール / 8月11日、矢板市文化会館 / 8月17日、志木市民会館 / 8月24日、川崎市民プラザ / 8月25日、府中の森芸術劇場 / 9月8日、大井川文化センター / 9月21日、東久留米市生涯学習センター まろにえホール） - 主演・シンデレラ 役
  - 三越夏休みファミリー劇場 ミュージカル『白雪姫』（2020年8月23日、府中の森芸術劇場 / 8月29日、志木市民会館 / 9月22日、東久留米市生涯学習センター まろにえホール、他各地） - 主演・白雪姫 役
  - ミュージカル『白雪姫』（2021年7月 - 10月 / 7月18日 - 21日、三越劇場 / 7月24日、阿波市アエルワ / 7月25日、阿南市文化会館 / 7月31日、鴻巣市文化センター 大ホール / 8月8日、菊川文化会館アエル / 8月21日、川崎市民プラザ ふるさと劇場 / 10月3日、福山市神辺文化会館） - 主演・白雪姫 役
- 朗読劇「Five senses～五感～」（2020年11月30日、eplus LIVING ROOM CAFE&DINING）[65]

### 広告
- ADREE（2014年） - Autumn & Winter Collection イメージモデル[66]

### DVD
- 怨霊映像 恐篇（2011年2月2日、レンタルのみ）- 鈴木まりや の怪談朗読
- こっくりさん 劇場版（2011年12月21日） - 主演・大島絵梨 役

### イベント
- まりやんぬわねっと（2012年11月16日、AKB48 CAFE&SHOP AKIHABARA シアターエリア）
- まりやんぬ22歳バースデーパーティー「やんぬでやんす!」（2013年4月29日、AKB48 CAFE&SHOP AKIHABARA シアターカフェ）
- イースタン・リーグ 北海道日本ハムファイターズ対ヤクルトスワローズ戦 始球式（2015年9月21日、ファイターズ鎌ケ谷スタジアム）[67]

### ネット配信
- 上映まで待てない!30分でわかる「こっくりさん 劇場版」特別番組（2011年12月21日、ニコニコ動画）
- シャンハイスクール48（2014年2月20日 - 、テレ朝動画）
- ミセス・ロスト～インタベンショニスト・アヤメ（2020年5月14日 - 6月11日、「ギャンブル依存症問題を考える会・Twitter） - 美咲 役[68]

### PV
- 奥華子「冬花火」（2014年1月22日）[69]

## 書籍

### 雑誌連載
- Cool Music→Cool当代歌坛 連載「〜SNH48鈴木まりや 上海留学日記〜」。（2013年5月 - 2014年8月、上海大嘴广告传媒）

### カレンダー
- 鈴木まりや 2012年カレンダー（2011年11月19日、ハゴロモ）
- 卓上 鈴木まりや 2013年カレンダー（2012年12月7日、ハゴロモ）
- 卓上 鈴木まりや 2014年カレンダー（2013年12月6日、ハゴロモ）